# Línea RL3
La línea RL3 es una línea ferroviaria de cercanías perteneciente al servicio de cercanías del área de Lérida de Rodalies de Catalunya, que une la capital de provincia Lérida con Cervera, discurriendo por la línea Barcelona-Manresa-Cervera-Lérida, compartiendo dicho tramo con la Línea RL4 de cercanías. Comenzó a operar el 8 de febrero de 2024 tras varios días de retraso.

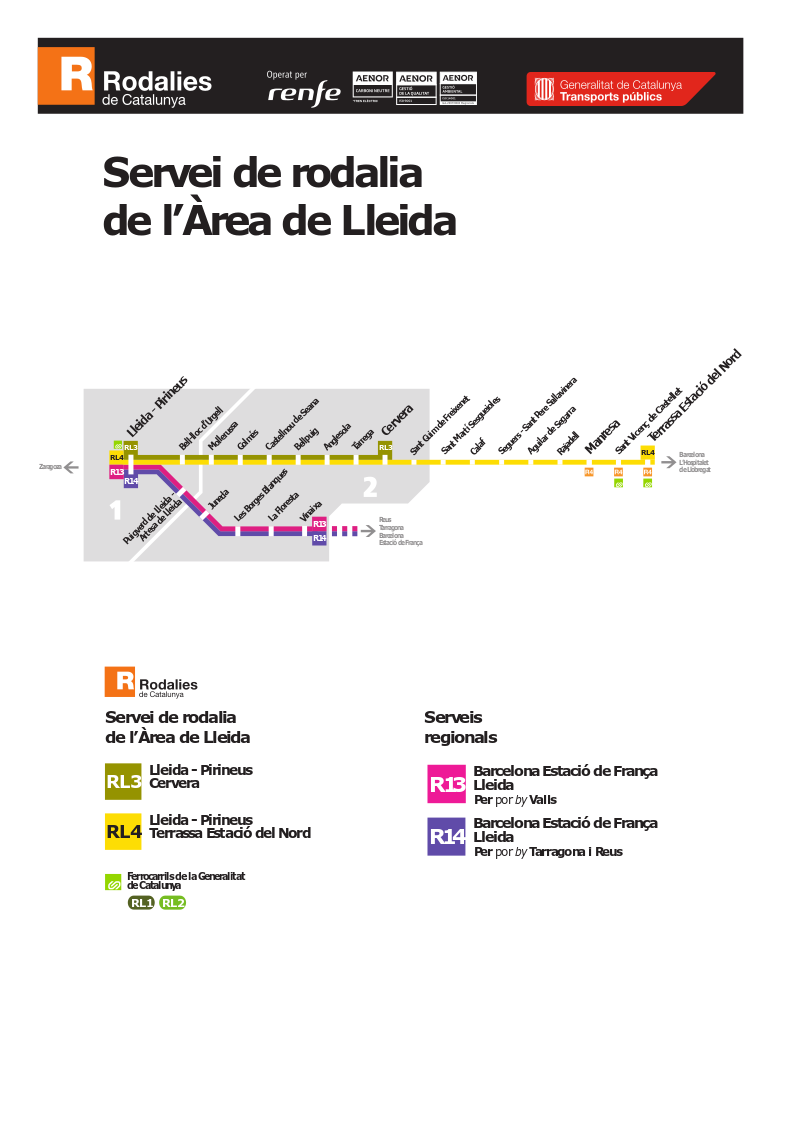
Mapa de las líneas de Rodalies de Catalunya